# Piekiełko (Warszawa)
Piekiełko – osiedle w północno-wschodniej części Warszawy, w dzielnicy Białołęka.

## Opis
Niewielkie osiedle zaznaczane na niektórych planach, nieuwzględniane jednak przez Miejski System Informacji, lecz włączone do sąsiedniego Żerania. Obejmuje rejon ulic Kasztanowej, Płużnickiej i Ekspresowej.
Osada powstała w drugiej połowie XIX wieku wokół karczmy „Piekiełko” założonej w 1803 roku wzdłuż obecnej ulicy Modlińskiej, między Żeraniem a Wiśniewem. Do 1887 roku wzniesiono tu 51 domów. Spis mieszkańców z 1912 roku wykazał 58 osób. Do rozbudowy osady przyczyniła się Kolej Jabłonowska kursująca do Jabłonny w latach 1900–1956 (z przerwami w 1939 i 1944). Przystanek osobowy w Piekiełku oddano do użytku w 1902 roku, a wraz z nim dwie bocznice towarowe, do fabryki chemicznej (później farmaceutycznej) Spiessa w Tarchominie (obecnie Polfa Tarchomin SA) i chemicznej „Winnica” w Henrykowie.
Podczas okupacji niemieckiej na terenie Piekiełka, w rejonie dzisiejszej ul. Obrazkowej przy skrzyżowaniu z ul. Myśliborską, funkcjonował obóz pracy dla ludności żydowskiej, zlikwidowany w listopadzie 1942. W 2019 w parku Picassa odsłonięto kamień upamiętniający ofiary obozu.
Piekiełko zostało przyłączone do Warszawy wraz z innymi sąsiadującymi wsiami w 1951.